# Gelasma angulata
Gelasma angulata är en fjärilsart som beskrevs av Lucas 1888. Gelasma angulata ingår i släktet Gelasma och familjen mätare. Inga underarter finns listade i Catalogue of Life.